# Guerra civil romana (427-428)
La guerra civil romana dels anys 427 i 428 va ser un conflicte bèl·lic ocorregut a l'Imperi romà occidental. Va enfrontar al magister militum de l'exèrcit romà i home fort del govern occidental, Fèlix contra el comes Africae, Bonifaci pel control de la diòcesi d'Àfrica. Es va gestar per la política de Fèlix d'assegurar un predomini del govern oriental sobre l'esdevenir d'Occident, cosa que no admetia l'existència de figures massa autònomes com Bonifaci. L'ordre governamental que el comes Africae acudís a Roma per donar compte del seu govern va ser rebutjada per aquest qui va quedar, així, en situació de rebel·lia. Una primera campanya militar llançada contra ell el 427 va resultar en fracàs i en el desprestigi del magister militum el que va permetre a Gal·la Placídia prendre la iniciativa i enviar una segona expedició al comandament d'un militar de la seva confiança, el visigot Sigisvult qui, més que intentar derrotar militarment a Bonifaci, va buscar un final negociat del conflicte el que es va aconseguir a finals de 428 de manera que, a inicis de 429, la diòcesi africana havia tornat a l'òrbita imperial.

## Antecedents
Després de la victòria de Teodosi II a la guerra civil contra Joan en 425, el govern imperial d'Orient va imposar el nomenament d'un militar de la seva confiança, Fèlix, com a comandant suprem de l'exèrcit occidental en detriment de Bonifaci, qui s'havia mantingut fidel a Gal·la Placídia i impedit que Joan aconseguís el control de la diòcesi d'Àfrica. La mare de Valentinià III no ho va veure amb mals ulls, ja que considerava Fèlix, un militar sense carrera destacable, com a contrapès perquè els poderosos Aeci i Bonifaci no prenguessin el control del govern del seu fill que, aleshores, tenia sis anys. Fèlix, per la seva banda, no tenia intenció de ser una marioneta de l'augusta sinó que va perseguir refermar el seu poder propi com a home de confiança del govern de Constantinoble. El 426 va fer assassinar diverses figures religioses entre les quals va sobresortir Patrocle, el bisbe d'Arles i al següent any 427 va posar el seu interès sobre Bonifacio, qui havia consolidat un poder propi a Àfrica durant els anys anteriors. No només ell, també diverses faccions dins del govern recelaven del militar i temien que, com havia fet Gildo en 397 i Heraclià en 413, separés la diòcesi del control imperial amb el perill que això suposava per al proveïment de cereal a la capital.
Tot i que semblava un sense sentit provocar una guerra civil quan l'Imperi havia d'atendre diversos fronts oberts amb invasors bàrbars, es va prioritzar la consolidació de la influència de Constantinoble sobre l'Imperi occidental i el poder de Bonifaci es va veure com un risc. Fèlix va aconseguir que es fes trucar a Bonifaci per anar a Roma on havia de donar compte del seu govern, però el militar, amb el temor d'acabar com els religiosos assassinats l'any anterior, s'hi va negar el que va ser contestat pel govern amb la seva declaració com hostis publicus i la preparació de la guerra contra ell encara que això suposés desatendre la lluita contra els bàrbars.

## Desenvolupament

### Primera campanya
Des de Roma es va organitzar un exèrcit i com havia estat habitual a l'Imperi oriental durant els anys anteriors, es va posar al comandament de dos comandants per evitar que el seu èxit donés una posició predominant al general que els mandés i que aquest es tornés massa poderós. Els elegits van ser Mavorti i Galli, militars desconeguts fins aleshores. A ells es va unir Saoneces, el nom d'origen de la qual fa pensar que dirigia un grup de mercenaris d'aquest poble. Quan va arribar la primavera del 427, l'expedició va partir d'Itàlia i va navegar fins a la costa africana.
Al mateix temps que la campanya governamental es posava en marxa, Bonifaci va retirar a les unitats que defensaven la frontera amb els númides i va concentrar les seves forces al costat de la costa encara que això suposés obrir les portes a una invasió d'aquest poble. Els escassos detalls de la campanya que proporcionen les fonts clàssiques en fan difícil una reconstrucció. Sembla que, després d'arribar a la costa el 427, es van donar uns primers enfrontaments entre els dos exèrcits i Bonifaci es va retirar a Cartago, ciutat que comptava amb muralles i on es va fer fort.
Per sort del general rebel, va sorgir una dissensió entre els tres comandants de les tropes governamentals durant el setge a Cartago i Sanoeces va fer assassinar Mavorti i Galli, potser, amb l'objectiu d'acaparar ell sol la glòria d'una possible victòria. Bonifaci va veure la seva oportunitat i d'alguna manera va aconseguir, alhora, capturar i assassinar Sanoeces amb el que l'exèrcit imperial va quedar escapçat. Sembla que, a més, el rebel va aconseguir que les tropes governamentals supervivents s'unissin a ell.

### Segona campanya
Quan les notícies del fracàs de la campanya van arribar al govern van causar una gran alarma, no només per la derrota en si sinó per com s'havia produït gràcies al fet que Bonifaci havia aconseguit canviar la lleialtat de les tropes a l'Àfrica i les de l'expedició governamental cap a la seva persona, amb la qual cosa havia reforçat la seva posició independent del govern.
Es va organitzar una nova campanya per a l'any 428 que seria dirigida per un personatge desconegut fins aleshores: el visigot Sigisvult. El desprestigi que va haver de patir Fèlix pel fracàs de l'anterior ha fet deduir que Sigisvult era un militar de la confiança de Gal·la Placídia i que aquesta va aconseguir que se li donés el comandament. A causa de l'escassetat de tropes a Itàlia provocada pel desastre de la campanya prèvia, es va haver d'utilitzar els federats visigots, per la qual cosa una flota romana els va transportar des d'Aquitània fins a l'Àfrica. Aleshores, part del govern era partidari de posar fi a la guerra per via diplomàtica, per la qual cosa al costat del general visigot es va enviar a Maximí, un bisbe arrià, amb l'objectiu de buscar una solució negociada.
L'exèrcit imperial va arribar a la costa africana i Bonifaci va optar per una estratègia diferent de la de l'any anterior: va utilitzar tàctiques de guerrilla i es va retirar de mica en mica cap a l'oest on es va fer fort a la ciutat de Sitifis. Sigisvult va poder prendre Cartago i va instal·lar allà la seva caserna general des d'on va enviar a Maximí per sondejar els líders de la ciutat d'Hipona, entre ells Agustí, que era sabut que estaven en contacte amb el rebel. També des de Roma es va enviar una ambaixada amb persones de la confiança de Bonifaci i van aconseguir parlar amb ell a Sitifis on el van convèncer per fer la pau de tal manera que, a finals de 428, es va acordar un tractat pel qual es tornava a la situació anterior a la guerra: es va aixecar la declaració de hostis publicus de Bonifaci qui va mantenir el seu lloc de comes Africae i es va ajustar a les ordres de Roma. El militar per la seva banda, per garantir la seva obediència, va entregar el seu propi fill com a ostatge. Al febrer de 429 es van dictar lleis des del govern que indicaven que la diòcesi africana havia tornat al control imperial.

## Conseqüències i esdeveniments posteriors
Bonifaci havia resistit amb èxit tres campanyes governamentals per eliminar-lo, en 424, 427 i 428, però les províncies africanes van quedar exhaustes per la presència de tropes combatent-hi. La retirada d'efectius des de la frontera amb els númides per fer front a l'atac governamental va fer que aquestes tribus escometessin invasions en tota regla i es fessin amb una franja important del territori romà. Encara que, el pitjor de tot, va ser que els vàndals i alans d'Hispània van aprofitar que els romans estaven embrancats en la guerra civil per creuar l'estret de Gibraltar sense oposició el 429 i llançar-se a una invasió a gran escala de la diòcesi africana. Tan aviat com el maig de 430 havien aconseguit derrotar a l'exèrcit imperial a Calama i cercar als supervivents a Hipona.
La posició de Fèlix al govern va quedar molt debilitada encara que va aconseguir mantenir el seu lloc de magister militum. No va parar, amb tot, en la seva política d'eliminar possibles rivals i per a 430 va preparar acabar amb Aeci, l'exitós general que comandava les tropes a la Gàl·lia. Aquest, però, va ser advertit del complot i va poder actuar primer de tal manera que va fer arrestar i executar Fèlix al costat de la seva dona al maig de 430.